# Phorotrophus malaisei
Phorotrophus malaisei är en stekelart som beskrevs av Pierre L. G. Benoit 1952. Phorotrophus malaisei ingår i släktet Phorotrophus och familjen brokparasitsteklar. Inga underarter finns listade i Catalogue of Life.